# Курама (гора)
Гора Курама (яп. 鞍馬 山, Курама-яма) — район на північ від Кіото, який має велике культурно-історичне і культове значення. Використовується як зона відпочинку і місце проведення фестивалів вогню.
Гора Курама вкрита віковими кедрами, на горі є чимало буддійських (школи Тендай і Сінгон) і сінтоістських храмів. Гора вважається священним місцем — обителлю Великих Тенгу, гірських духів, які виховали найкращих воїнів Японії, наприклад, Мінамото Йосіцуне.
Відомо, що Моріхей Уесіба, засновник Айкідо часто приводив сюди своїх учнів для тренувань в містичній долині Сьодзобо. На горі Курама знаходиться безліч святих джерел.
Гора Курама дуже шанується прихильниками і адептами рейкі, вони вважають, що загальна енергетика місцевості дуже сильна.
На горі Курама найбільш відомий буддійський храм Курама-дера  тантричної школи Сінгон. Храм виник в 770 році. Протягом своєї 1200-літньої історії він горів вісім разів, через те, що японські каплиці і храми досі будуються з дерева, і одного разу був затоплений. У 1974 році, нарешті, був споруджений величезний водний резервуар для боротьби з можливими пожежами в майбутньому. Будинки храмового комплексу Курами є частиною «Національної Скарбниці», причому найбільш значущою в цьому відношенні є статуя Бісямонтена, яка вціліла під час пожежі, яка повністю знищила храм в 1238 році. Люди знатного походження і володарі влади завжди дбали про храмовий комплекс Курама як про свій духовний прихисток. Багато японських імператорів часто приїжджали сюди молитися і наказували службовцям храму зберігати священну гору і її ліси в недоторканності. Сама гора є духовним символом храмового комплексу Курами.

## Філософія гори Курама
Ця філософська система сформульована прихильниками рейкі в стилі нью-ейдж, вона сформована на підставі місцевої традиції сінто, елементів буддизму і сучасних поглядів рейкі.
Основним постулатом філософії храму Курами є Сонтен, що перекладається як «Енергія життя Всесвіту», і вважається джерелом усієї світобудови, абсолютною істиною і стоїть вище відмінностей між усіма релігіями. Вона пронизує увесь Всесвіт і, звичайно ж, людство. Сонтен представляється на Землі в трьох основних проявах: любов,  світло і  сила. Він ніби зітканий із ціїє триєдності, але кожен з цих трьох компонентів є цілком самодостатнім.
Любов відповідає Місяцю. Її покровителем є Сендзю-Каннон Босацу, один із проявів  Будди (Авалокітешвара в  Індії). Світло відповідає Сонцю. Його покровителя називають або Бісямонтен, або Тамонтен (Вайшравана в Індії). Сила символізується Землею і представлена Гохомаосаном, божеством, що належить храму Курами, за переказами, який зійшов на гору з Венери шість з половиною мільйонів років тому. Триєдність (любов, світло, сила) формує Сонтен.
Філософія Курами вчить трьом етичним принципам:
1. Не робити або не говорити нічого поганого і працювати над собою. Тобто не робити також нічого згубного для свого тіла, розуму і серця.
2. Бути чесним і працювати на благо людства.
3. Занурити себе в енергію життя Всесвіту і довіряти цьому джерелу безумовно.

З найдавніших часів існувало два способи пізнати філософію життєвої енергії Всесвіту храму Курами. Один шлях — участь в релігійній церемонії цього місця, інший включає в себе ініціацію від головного настоятеля храму. Будь-яка людина незалежно від переконань, релігії та національності може бути посвячена в таємні доктрини храму Курами, за умови готовності присвятити всю свою енергію духовному зростанню.

#### Ресурси Інтернету
- Вікісховище має мультимедійні дані за темою: Курама (гора)